# Koninklijk Atheneum Tienen

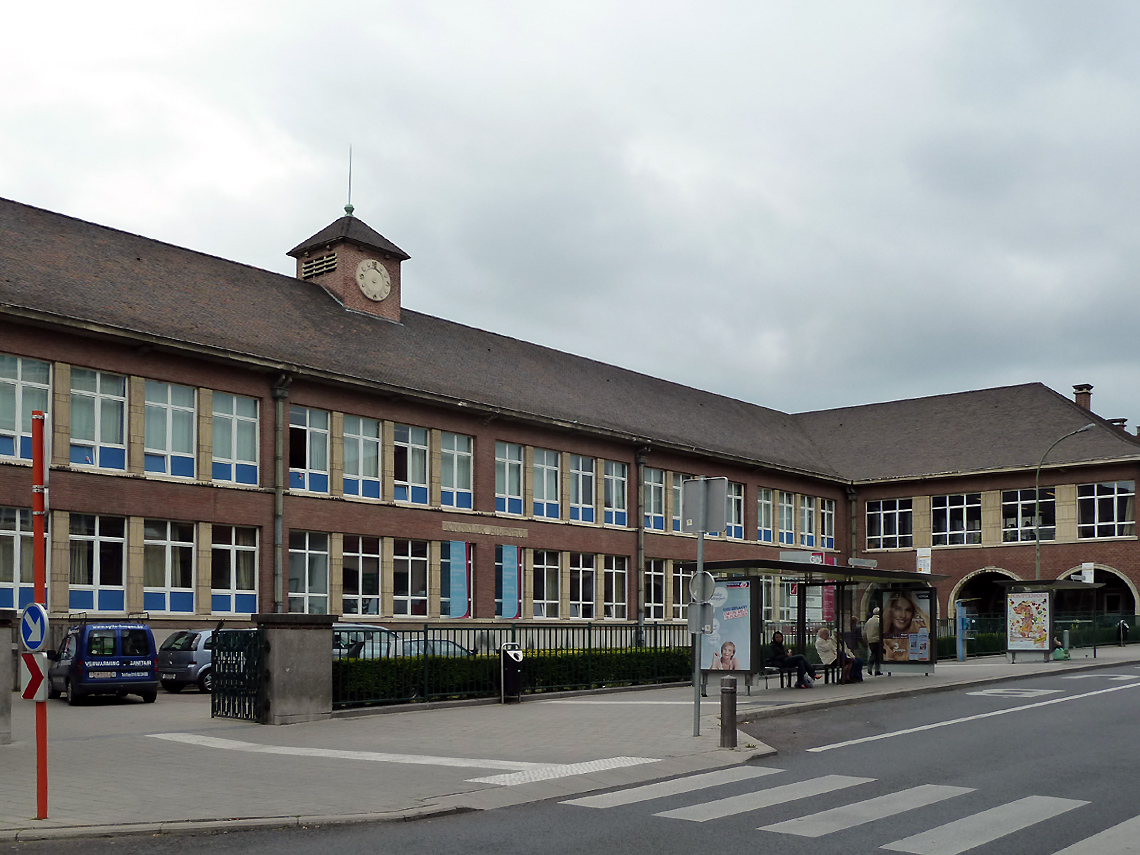
KA Tienen aan de Gilainstraat, 98,5 m gevellengte

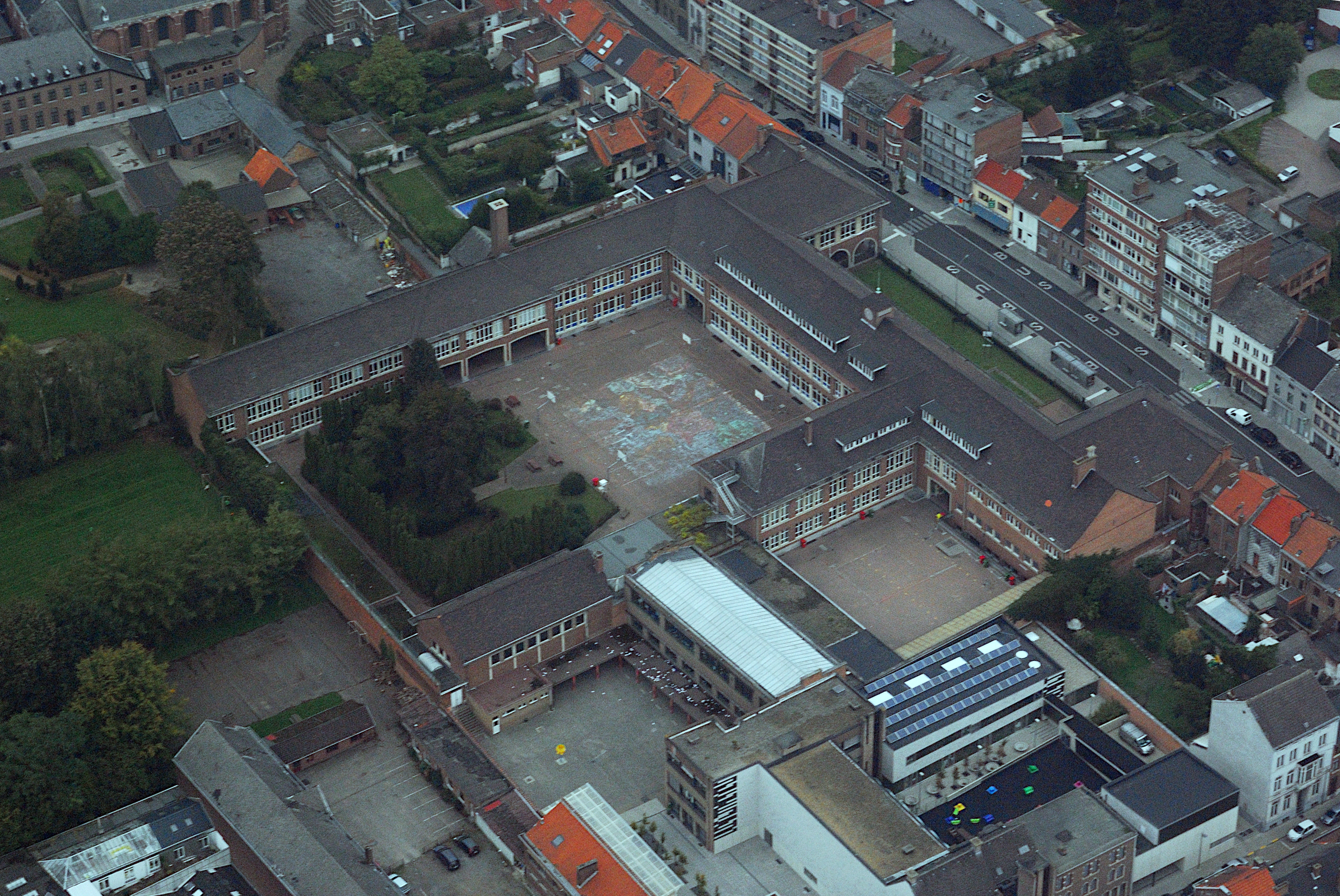
Het atheneum in 2010

Het Koninklijk Atheneum Tienen is een middelbare overheidsschool van het gemeenschapsonderwijs die in 1920 ontstond toen de Staat het Gemeentecollege van Tienen overnam. In 1944 werd de school door een Duitse tank beschoten en zo zwaar beschadigd dat na de oorlog nieuwbouw noodzakelijk bleek. Het nieuwe atheneum (1953) werd een voor zijn tijd modern gebouw, met ruime klassen en puik uitgeruste vaklokalen. Met zijn sobere lijn en bijna 100 meter gevellengte is de school de blikvanger van de Gilainstraat.

## Voorgeschiedenis
Zoals overal in West-Europa was alle onderwijs in Tienen tot aan de Franse Revolutie confessioneel. Van 1380 tot 1617 waren de Karmelieten in Tienen met onderwijs belast, van 1617 tot 1796 de Augustijnen. Nadat in de nasleep van de Franse Revolutie de gewesten in 1794 bij Frankrijk waren ingelijfd, werden de kloosterorden in 1796 afgeschaft en nam de staat het onderwijs in handen. Een wet van 1 Floréal An X (1 mei 1802) reorganiseerde het onderwijs in lagere scholen, middelbare scholen en lycea. Lagere scholen werden door de gemeenten of door particulieren opgericht, maar stonden onder het toezicht van de onderprefect van het departement. In ieder gebied van een Hof van Beroep (Brussel, Luik, Brugge, Gent) werd een lyceum opgericht. 'Lyceum' was in feite een nieuwe naam voor de ‘école centrale’ die door de Franse Revolutie was bedacht: een school waar in plaats van het Latijn de exacte wetenschappen (wiskunde, natuurwetenschappen, fysica, scheikunde en plantkunde) als basis dienden voor geestelijke ontwikkeling. Iedere centrale school had een bibliotheek, een kruidtuin, een laboratorium, een pensionaat. De Belgische lycea werden later athenea genoemd: in Brussel en Brugge vanaf 1816, in Gent vanaf  1832 en in Luik vanaf 1851. Tussen de lagere school en de lycea in stonden de ‘écoles secondaires’ of colleges. Ze mochten worden opgericht door de gemeenten of door particulier initiatief maar ze werden gesubsidieerd en geïnspecteerd door de Staat.

## Gemeentecollege in Tienen, het stadscollege

### Moeilijk begin

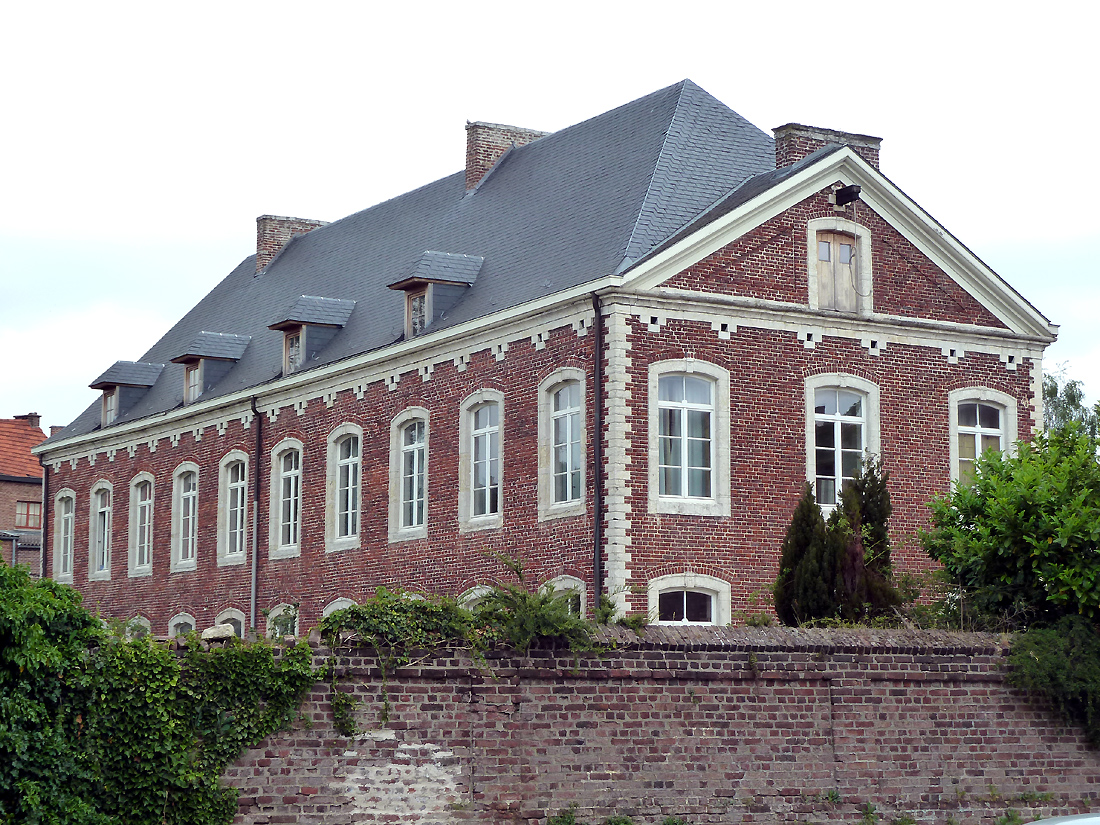
Beggardenklooster, waar het Tiense stadscollege in 1805 werd opgestart

De wet van 1 mei 1802 werd te Tienen snel toegepast. Reeds op 16 september 1802 was er een spoedvergadering van de gemeenteraad om een ‘école secondaire’, een middelbare school, op te richten. Die haast werd ingegeven door de zorg om de opvoeding van de Tiense jeugd want ‘door de opheffing van de Augustijnenschool verliezen veel jongeren hun kostbare tijd in nietsdoen (‘inaction’)'. Als locatie liet de gemeenteraad zijn oog vallen op het Beggaardenklooster dat leeg stond nadat de overgebleven priesters (5) en broeders (4) het in 1796 hadden moeten verlaten. In 1804 werd geld uitgetrokken voor de restauratie van het gebouw en voor de aankoop van meubels. Op 2 januari 1805 kon de nieuwe ‘école secondaire’ er van start gaan onder de leiding van directeur Lambilot. De lessen mochten gevolgd worden door internen en externen. Alle leerlingen moesten schoolgeld betalen en elke dag de ochtendmis volgen in de kapel van de school.
Op 1 oktober 1806 nam directeur Lambilot ontslag wegens zijn ‘karig loon’. Het gemeentecollege had het moeilijk. Gevreesd werd dat de school zou moeten sluiten. In 1807 werd als directeur een geestelijke benoemd, priester Crabeels, maar begin mei 1810 namen de directeur en alle leraren ontslag. De school stond leeg en de burgemeester stelde een bewaker aan die ervoor moest zorgen dat niets van de inboedel verdween of dat er schade zou worden toegebracht aan het gebouw. In 1811 besliste de gemeenteraad dat in de middelbare school een pensionaat voor de lagere school werd opgericht waar de jeugd, in afwachting van een doorstart van het stadscollege, toch al enige vorming zou krijgen. Voor het schooljaar 1811 waren er geen leerlingen. De gemeenteraad bleef zich inspannen voor de reorganisatie van zijn middelbare school. Zo werd in 1812 een budget gestemd met daarbij ook een som voor de prijsuitreiking voor de leerlingen van alle klassen. Of het gemeentecollege ondertussen terug functioneerde is twijfelachtig.

### Nederlandse periode
Na de val van Napoleon kwam het Verenigd Koninkrijk der Nederlanden tot stand (1815). Willem I toonde grote belangstelling voor het onderwijs en nam opmerkelijke stimulerende maatregelen. In Gent, Leuven en Luik werden rijksuniversiteiten opgericht (1816), in Lier een rijksnormaalschool (1817). De staat richtte ook zeven athenea op en onderwierp de vrije scholen aan staatstoezicht. Waar onder het Frans regime de toestand van het onderwijs lamentabel was – vooral de vorming van onderwijzers was ondermaats – kwam er een spectaculaire ommekeer. Op het einde van de Nederlandse periode telde België meer dan 4000 scholen met 293 000 leerlingen. Ook het Tiens gemeentecollege deed het goed: het was in 1819 naar het vroegere klooster van de minderbroeders verhuisd en overschreed in 1823 de drempel van 100 leerlingen.

### Onafhankelijk België
Na de Belgische Omwenteling (1830) werden alle onderwijsmaatregelen opgeheven die door Willem I waren uitgevaardigd. De gevolgen waren catastrofaal voor het intellectuele peil van de Vlaamse bevolking. Elke vorm van onderwijs viel weg op het platteland.
In Tienen werd de administratie na de verkiezingen van 22 oktober 1830 bijna volledig katholiek. Burgemeester Van Dormael hief het stadscollege op, maar de liberale raadsleden reageerden fel. Vooral raadslid Gilain deed zich opmerken als verdediger van het ‘openbaar’ onderwijs. In 1831 kwam er een voorstel tot reorganisatie van het middelbaar onderwijs.

### Weeshuis

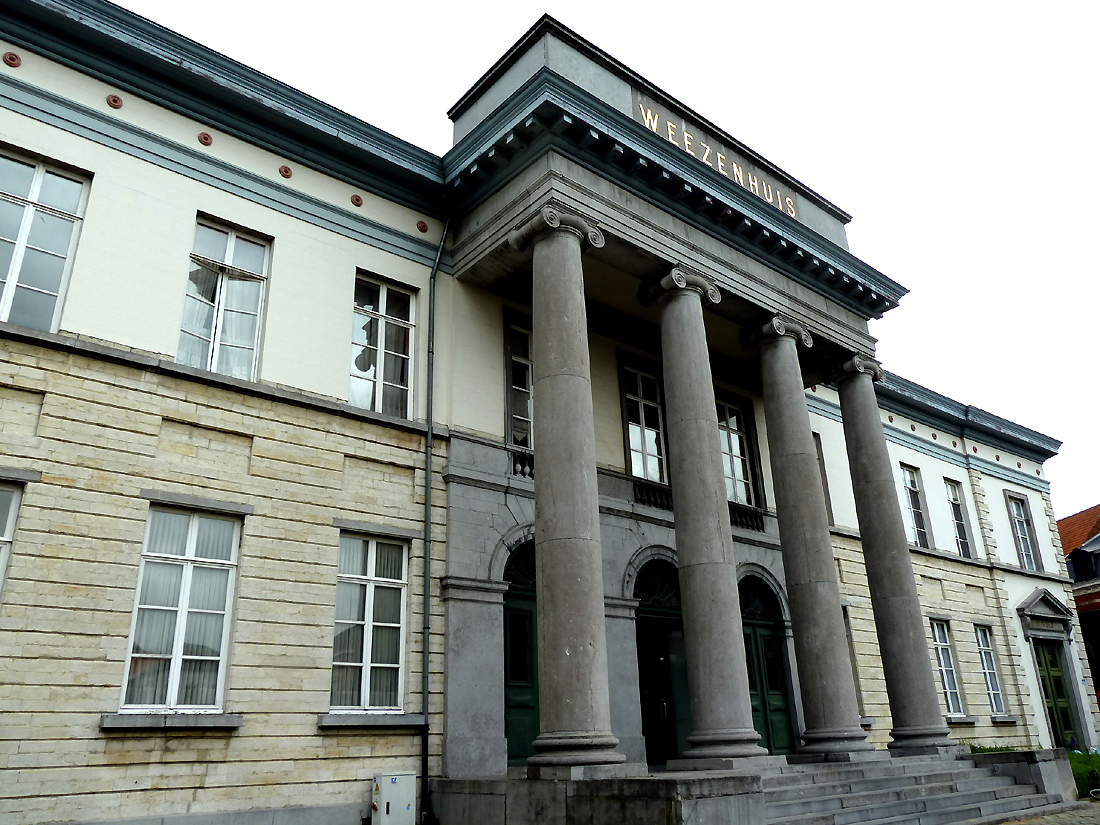
Weeshuis Tienen, Capucienenplein

In 1838 verhuisde het stadscollege naar nieuwe klassen in het gloednieuwe weeshuis op het Capucienenplein. Met slechts 30 leerlingen in 1840 bevond het Gemeentecollege zich echter nog altijd in een heel moeilijke positie en echt benard werd het toen de directeur ontslag nam. Het tij keerde met de komst van priester Louis als directeur van het gemeentecollege, dat tot St.-Vincentius-a-Paulocollege werd herdoopt. Het was niet gemakkelijk om E.H. Louis, een geestelijke ‘de capacité reconnue’, te overhalen want ook de bisschoppen lagen dwars. Op 26 april 1841 werd hij toch als directeur geïnstalleerd in aanwezigheid van de gouverneur en de stedelijke overheid. Dankzij het talent en de ijver van de nieuwe directeur verbeterde de situatie van de school onmiddellijk. Nog tijdens het schooljaar 1840-1841verdubbelde het aantal leerlingen en de vooruitzichten voor het nieuwe schooljaar waren nog veel gunstiger: 50 internen schreven zich in en 60 externen. In 1846 nam directeur Louis ontslag.

### Landbouwschool
Op 14 april 1849 besloot de Minister van Binnenlandse Zaken, Charles Rogier, om in Tienen, in samenwerking met het stadsbestuur, een landbouwschool op te richten. Die werd gehecht aan het Gemeentecollege. Beide scholen bleven echter duidelijk gescheiden met elk een apart budget en een eigen administratie.
Tijdens het schooljaar 1852-1853 telde het Gemeentecollege 80 leerlingen in de humaniora en de beroepsafdeling.

### Geen tael geen volk
Tijdens de winter van 1862-1863 gaf de Vlaamse vereniging ‘Geen tael geen volk’ Vlaamse lessen in de lokalen van het Gemeentecollege die door 116 ambachtslui werden gevolgd. De vereniging was in 1860 opgericht door Vlaamsvoelende Tienenaars. Een zeer opmerkelijke figuur was Désiré Claes, sedert 1857 onderwijzer aan de betalende gemeenteschool nr. 1. Claes was zeer actief in het socio-culturele leven van Tienen. Hij schreef ook gedichten en omwille hiervan zou hij in 1869 aangesteld worden als leraar Nederlands aan het Gemeentecollege. (In 1864 werd de vereniging ‘Geen tael geen volk’ opgeheven.)

### Jozefieten
In 1864 reeds hield het stadsbestuur een informatiezitting om een nieuwe locatie voor het Gemeentecollege te zoeken. De openbare onderstand wilde kunnen beschikken over de lokalen in het weeshuis die door het stadscollege werden ingenomen en er was ook het stijgend aantal leerlingen. Even werd gedacht om uit te wijken naar de Waaiberg maar uiteindelijk verhuisde het Gemeentecollege in 1889 naar de gebouwen van de Jozefieten in de Grauwzustersstraat (nu Academiestraat) die de stad in 1888 had aangekocht. Ook de stadsbibliotheek werd er ondergebracht.
Tijdens het schooljaar 1896-1897 steeg de schoolbevolking boven de drempel van 300 leerlingen.

## Koninklijk Atheneum

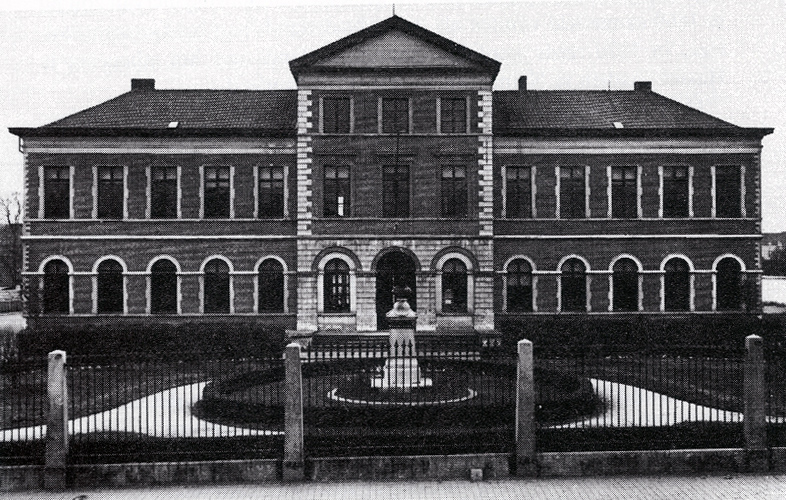
Hospice des Vieillards, in 1920 het eerste atheneum aan de Gilainstraat

In 1920 werd het Gemeentecollege door de Staat overgenomen, de klassen overgebracht naar het oudemannenhuis (‘Hospice des Vieillards’) in de Gilainstraat. Sindsdien voert de school de naam Koninklijk Atheneum. De band met de stad bleef enigszins bewaard omdat de voorbereidende afdeling als school nr. 7 nog lange tijd onder stadsbestuur bleef en het bestuurscollege van de school door de burgemeester werd voorgezeten.

## Bestuur
| Directeur  | Loopbaan |
| ---------- | -------- |
| Vandesavel | ?-2017   |
| Humblet H. | 2017-Nu  |

### Sociale rol, democratisering
Het Atheneum speelde een grote sociale rol in de Tiense regio en pionierde in democratisering van het onderwijs door het toelaten en aantrekken van leerlingen uit alle lagen van de bevolking. Ook door het onderwijzen van meisjes die recht kregen op dezelfde ontwikkeling als de jongens. Tijdens het schooljaar 1924-1925 werden de eerste meisjes toegelaten in de Grieks-Latijnse afdeling. Er kwamen ook meisjes van de middelbare meisjesschool naar de hogere klassen van de handelsafdeling.

### Vernederlandsing
Opgericht tijdens de Franse tijd, was het middelbaar onderwijs in het Verenigd Koninkrijk der Nederlanden volledig op Franse leest geschoeid. Onder Willem I, Koning der Nederlanden, veranderde een en ander. Het onderwijs werd ingericht naar Nederlands model: in 1822 werd volledig Nederlands onderwijs doorgedrukt zodat van 1825 tot 1830 uitsluitend in het Nederlands gevormde studenten afstudeerden. Met de oprichting van de staat België verdwijnt het Nederlands echter en wordt middelbaar en hoger onderwijs weer helemaal Frans. Pas in 1883, met de wet Coremans, wordt het gebruik van het Nederlands verplicht in de voorbereidende afdelingen van de middelbare rijksscholen, waar bovendien de lessen Nederlands, Engels en Duits niet langer in het Frans mochten onderwezen worden. 
Voorstanders van het officieel onderwijs hadden het er moeilijk mee dat de vervlaamsing alleen gold voor het rijksonderwijs. Kinderen van de Franstalige bourgeoisie werden zo naar katholieke scholen gedreven.
Tot 1930 werd dus slechts een beperkt aantal vakken in het Nederlands onderwezen. Met de taalwet van 14 juli 1932 op het lager en middelbaar onderwijs werd volledig onderwijs in het Nederlands verplicht. De Franse afdeling werd in Tienen trapsgewijs afgebouwd. De laatste leerlingen van die afdeling, die dan ‘Bijzonder stelsel’ genoemd werd, kwamen in de schoolpalmares van 1944.

### Tweede Wereldoorlog
Tijdens de Tweede Wereldoorlog werd het Atheneum herhaaldelijk door Duitse troepen bezet. In 1944, toen de geallieerden in Normandië geland waren, kreeg het geheim leger een oproep van Londen om de terugtrekkende Duitsers zo veel mogelijk te hinderen. In Tienen had het geheim leger zijn hoofdkwartier in het atheneum maar men had te weinig wapens. De weerstanders wilden daarom Duitse soldaten in de school lokken om ze te ontwapenen. De operatie mislukte omdat een Duitser kon ontsnappen en een terugtrekkende Duitse tank verwittigen. Die stelde zich op onder de poort van het gebouw tegenover het atheneum en vuurde. De linkerzijde van het gebouw werd in puin geschoten. De leden van het geheim leger konden via de achterzijde van het atheneum ontkomen. Onder het puin lag pastoor Palmaerts geklemd onder een gekantelde piano. Gelukkig vonden de Duitsers hem niet want hij zou ter plaatse terechtgesteld zijn.

### De eerste naoorlogse jaren
Nu de school vernield was moesten de klassen van het Atheneum elders ondergebracht worden. De Tiense Suikerraffinaderij stelde de lokalen van haar Patronaat in de Beaudouinstraat ter beschikking. De lessen werden ingekrompen tot een half uur: in de voormiddag kreeg de hogere cyclus les, in de namiddag de lagere. Onder prefect Ghijs werd een vleugel van het oude schoolgebouw hersteld en onder het afdak van de overdekte speelplaats werden vijf klassen bijgebouwd. Comfortabel was het allemaal niet.

### Nieuwbouw

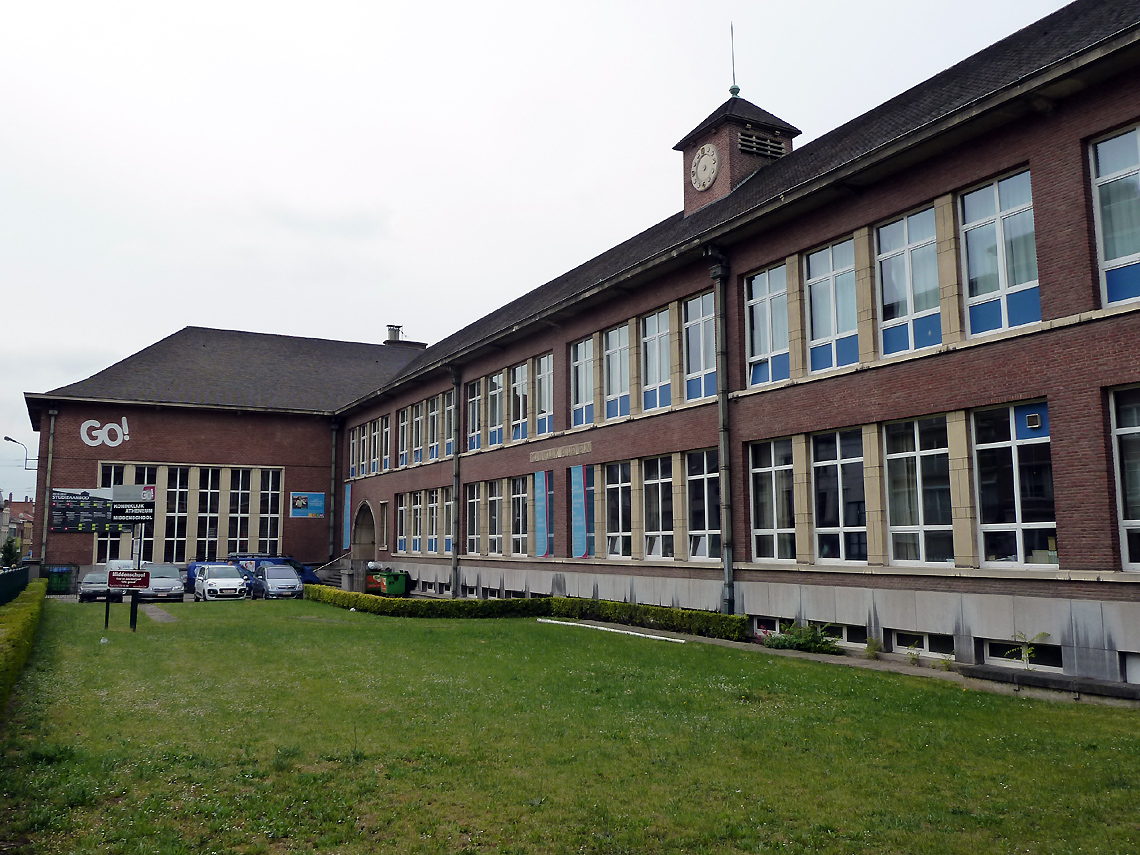

In 1950 werd begonnen met de bouw van een nieuw schoolgebouw waar het oude had gestaan. Als een modelschool verrees het nieuwe atheneum met ruime klaslokalen, speciaal ingerichte klassen voor de vakken fysica, scheikunde en aardrijkskunde, met een turnzaal met sportvloer en een grote feestzaal. Bij de inhuldiging in 1953, in aanwezigheid van minister Harmel, werd de lof gezongen van ‘deze parel voor de stad’.

### Scholengemeenschap, vernieuwd secundair onderwijs
Niet alleen het atheneumgebouw was nieuw, ook het verstrekte onderwijs ging mee met zijn tijd. Nieuwe pedagogische inzichten maakten dat het kind centraal kwam te staan in de opvoeding en dus werd de onderwijsstructuur daaraan aangepast. Vernieuwd secundair onderwijs, vso (ook ‘Type 1’ genoemd), moest een antwoord brengen op de nieuwe ideeën. Vanaf 1970 werd vso in Vlaamse scholen ingevoerd, in 1978 ook in het Koninklijk Atheneum Tienen waaraan een zelfstandige middenschool verbonden werd bestaande uit de twee klassen van de eerste graad.
In 1977 werd de scholengemeenschap van het rijksonderwijs te Tienen opgericht met Atheneum, Lyceum, de middenschool en twee basisscholen.
In 1996 fuseerde het Lyceum met het Atheneum.